# Університет Александра Моіссі
Університет Александра Моіссі (алб. Universiteti "Aleksandër Moisiu" Durrës) — один з найновіших вищих навчальних закладів Албанії. Розташований у місті Дуррес.
Університет утворено Урядом Албанії 20 грудня 2005 року.  Розпочав роботу у 2006 році, використовуючи американську систему освіти, на відміну від інших університетів країни.
Понад 1300 студентів розпочали навчання 2 жовтня 2006 року. Університет Дерреса названо ім'ям австрійсько-італійського актора Александра Моіссі, що мав албанське походження. Ректор університету — професор, доктор Мітхат Мема (з 2010 року).

## Керівні органи
Університет Александра Моіссі складається з чотирьох керівних органів. Перший орган це Вчена рада, що займається стратегією розвитку та організацією університету. Другим керівним органом є Рада директорів, що займається адміністративно-фінансовою діяльністю. Третім органом є Етична рада, що займається питаннями етики та четвертим органом є Рада факультетів, що складається зі шкільних вчителів. 

## Організація
В Університеті 6 факультетів та одне регіональне відділення.
- Факультет бізнесу
- Факультет політичних наук та права
- Факультет інформації та комунікаційних технологій
- Факультет освіти
- Факультет професійного навчання
- Факультет інтегрованого навчання з практикою
- Регіональне відділення в Пешкопії

## Випускники
З 2006 по 2012 рік університет підготував 2281 студента. Перший випуск відбувся у 2009 році. Кількість випускників зросла зі 160 (у 2009 році) до 708 (у 2011 році).

### Визначні випускники
- Одета Нішані — Перша леді Албанії
- Аурел Джіні — член албанської рок-групи Lynx